# Klotet (TV-program)
Klotet var ett barnprogram/skol-TV-program i arton avsnitt i Sveriges Television som hade premiär den 2 oktober 1973. Programledare var Ulla Danielsson och Tage Danielsson. Programmet visades av Utbildningsradion. Programledarna förklarade hur det är att leva på jorden, hur vårt samhälle fungerar, för en frågvis utomjording (osedd av tittarna) som hette Andersson i Nedan. Varje avsnitt var 20 minuter långt och syftet var att ge lärare och elever underlag för samtal kring mänskliga problem och relationer. Bland de övriga medverkande fanns bland annat Martin Ljung. Ulla Danielsson och Tage Danielsson var inte besläktade eller gifta.